# ستيفاني جاي بلوك
ستيفاني جاي بلوك (بالإنجليزية: Stephanie J. Block)‏ هي مغنية وممثلة أمريكية، ولدت في 19 سبتمبر 1972 في بري في الولايات المتحدة.

## ترشيحات
- جائزة توني عن فئة أفضل ممثلة في مسرحية موسيقية [الإنجليزية]‏ (2013)

## وصلات خارجية
- الموقع الرسمي
- ستيفاني جاي بلوك على موقع IMDb (الإنجليزية)
- ستيفاني جاي بلوك على موقع ميوزك برينز (الإنجليزية)
- ستيفاني جاي بلوك على موقع قاعدة بيانات برودواي على الإنترنت (الإنجليزية)
- ستيفاني جاي بلوك على موقع ديسكوغز (الإنجليزية)
- ستيفاني جاي بلوك على موقع قاعدة بيانات الفيلم (الإنجليزية)